# New Conversations
New Conversations es un álbum del pianista estadounidense de jazz Bill Evans, lanzado en 1978 por el sello Warner Bros..
New Conversations es la tercera y última publicación en donde vuelve a grabar diferentes temas en piano con su anterior canción tocada. Su primer lanzamiento grabado de esta forma fue en el disco Conversations with Myself (1963) seguido de Further Conversations with Myself (1967). Una diferencia es que también usa un piano eléctrico, así como uno acústico.
El sexto tema, «Remembering The Rain», se usó en un episodio de la serie televisiva WKRP in Cincinnati, titulado In Concert. Scott Yanow del sitio Allmusic le dio tres estrellas de cinco.

## Lista de canciones
Compuestos por Bill Evans salvo los indicados.
1. «Song for Helen» – 7:48
2. «Nobody Else But Me» (Oscar Hammerstein II, Jerome Kern) – 4:38
3. «Maxine» – 4:40
4. «For Nenette» – 7:19
5. «I Love My Wife» (Cy Coleman, Michael Stewart) – 6:43
6. «Remembering the Rain» – 4:29
7. «After You» (Cole Porter) – 3:39
8. «Reflections in D» (Duke Ellington) – 7:00

- Fuente:[1]

## Posicionamiento
| Año  | Lista                 | Posición |
| ---- | --------------------- | -------- |
| 1978 | Billboard Jazz Albums | 35       |